# Darlington (Carolina del Sud)
Darlington és una població dels Estats Units a l'estat de Carolina del Sud. Segons el cens del 2000 tenia 6.720 habitants.

## Demografia
Segons el cens del 2000, Darlington tenia 6.720 habitants. La densitat de població era de 604,8 habitants/km².
Per edats la població es repartia de la següent manera: un 25,2% tenia menys de 18 anys, un 8,7% entre 18 i 24, un 23,3% entre 25 i 44, un 23,9% de 45 a 60 i un 18,9% 65 anys o més.
L'edat mediana era de 39 anys. Per cada 100 dones de 18 o més anys hi havia 70,4 homes.
La renda mediana per habitatge era de 24.869 $ i la renda mediana per família de 33.971 $. Els homes tenien una renda mediana de 28.110 $ mentre que les dones 20.206 $. La renda per capita de la població era de 15.454 $. Entorn del 24,9% de les famílies i el 29,4% de la població estaven per davall del llindar de pobresa.

## Poblacions més properes
El següent diagrama mostra les poblacions més properes.